# MÁV IIIs
Die MÁV IIIs waren Schnellzug-Schlepptenderlokomotiven der ungarischen Staatsbahnen (MÁV).

## Geschichte
Die MÁV ließen 40 Exemplare dieser Bauart 1908 bis 1909 in Budapest.
Sie erhielten die Kategoriebezeichnung IIIs und die Nummern 3601–3640.
Ab 1911 wurden sie 322,001–040.
Man wählte den Kessel der Bauart In, von der auch das
Vierzylinder-Verbundsystem und die Zylindermaße übernommen wurden.
Eine gewisse Ähnlichkeit mit der kkStB 110 ist vorhanden, allerdings waren
die Laufeigenschaften wegen der verwendeten Laufachsen System Adams-Webb besser.
Von der hier erprobten einschienigen Kreuzkopfführung wich man später zu Gunsten der zweischienigen wieder ab.
Die Fahrzeuge wurden hauptsächlich auf der Strecke Budapest–Pozsony–Marchegg und auf der Waagtalbahn eingesetzt. Nach 1918 waren 13 Loks bei ČSD in der Tschechoslowakei. 12 Davon waren als 365.201 bis 365.212 im Einsatz, zwei davon bis August 1960. Ebenfalls nach 1918 gingen 8 Loks bis Rumanien, dieser waren bis 1937 ausgemustert. Bei MÁV waren die 322 bis 1961 ausgemustert.